# Charlotte de Laval
 (mars 2023).
Si vous disposez d'ouvrages ou d'articles de référence ou si vous connaissez des sites web de qualité traitant du thème abordé ici, merci de compléter l'article en donnant les références utiles à sa vérifiabilité et en les liant à la section « Notes et références ».
Charlotte de Laval, née vers 1530 et morte le 3 mars 1568 à Orléans est héritière de Tinténiac. Elle est la première épouse de Gaspard II de Coligny, avec lequel elle a huit enfants.

## Famille
Elle est la fille de Guy XVI de Laval, comte de Laval et de Antoinette de Daillon.
Elle est lors du décès de son père, dans sa petite enfance ; lors du décès de sa mère, le 19 avril 1538, le choix de son tuteur amena certaines négociations de famille. Son mariage eut lieu le 15 octobre 1547, plus de seize ans après le décès de Guy XVI, son père. 
Elle épousait le 16 juin 1547, dans la chapelle du château de Montmuran, Gaspard II de Coligny. Elle fut sa première femme et mourut à Orléans le 3 mars 1568, après lui avoir donné huit enfants, dont François, Louise et Charles :
- François de Coligny (1555-1591), comte de Coligny et seigneur de Châtillon,
marié le 18 mai 1581 à Marguerite d'Ailly (?-1604), fille de Charles d'Ailly, seigneur de Seigneville, dont Henri, Gaspard, Charles et Françoise :
  - Henri (1583-10 septembre 1601 à l'assaut d'Ostende) comte de Coligny et seigneur de Châtillon,
  - Gaspard (1584-1646) comte puis duc de Coligny, maréchal de France (Le Maréchal de Chastillon),
marié le 13 août 1615 à Anne de Polignac (1598-1651), dont Maurice, Gaspard, Henriette et Anne :
    - Maurice (16 octobre 1618 à Châtillon-sur-Loing-23 mai 1644 à Vincennes dans un duel avec le duc de Guise), Comte de Coligny,
    - Gaspard IV de Coligny (9 juin 1620 à Châtillon-sur-Loing-9 février 1649 au château de Vincennes), duc de Châtillon puis duc de Coligny 1648, maréchal de France (1649),
marié en 1645 à Élisabeth Angélique de Montmorency-Bouteville (1627-1695),
    - Henriette de Coligny (1618-1673), 
      - mariée en 1643 à Thomas Hamilton, comte de Haddington, puis,
      - mariée en 1653 Gaspard de Champagne, comte de la Suze (mariage annulé),

    - Anne (4 septembre 1624 à Châtillon-sur-Loing-13 janvier 1680 à Riquewihr),
mariée en 1648 à George II, comte de Montbéliard (1626-1699)

  - Charles, seigneur de Beaupont,
  - Françoise (?-1637),
mariée en 1602 à René de Talensac, seigneur de Londrières.
- Louise de Châtillon-Coligny (1555-1620),
mariée en 1583 à Guillaume Ier d'Orange-Nassau, stathouder de Hollande, dont :
  - Frédéric-Henri (1584-1647).
- Charles de Coligny (1564-1632)

## Sources
- Base de données Histoire bretonne